# Olcza

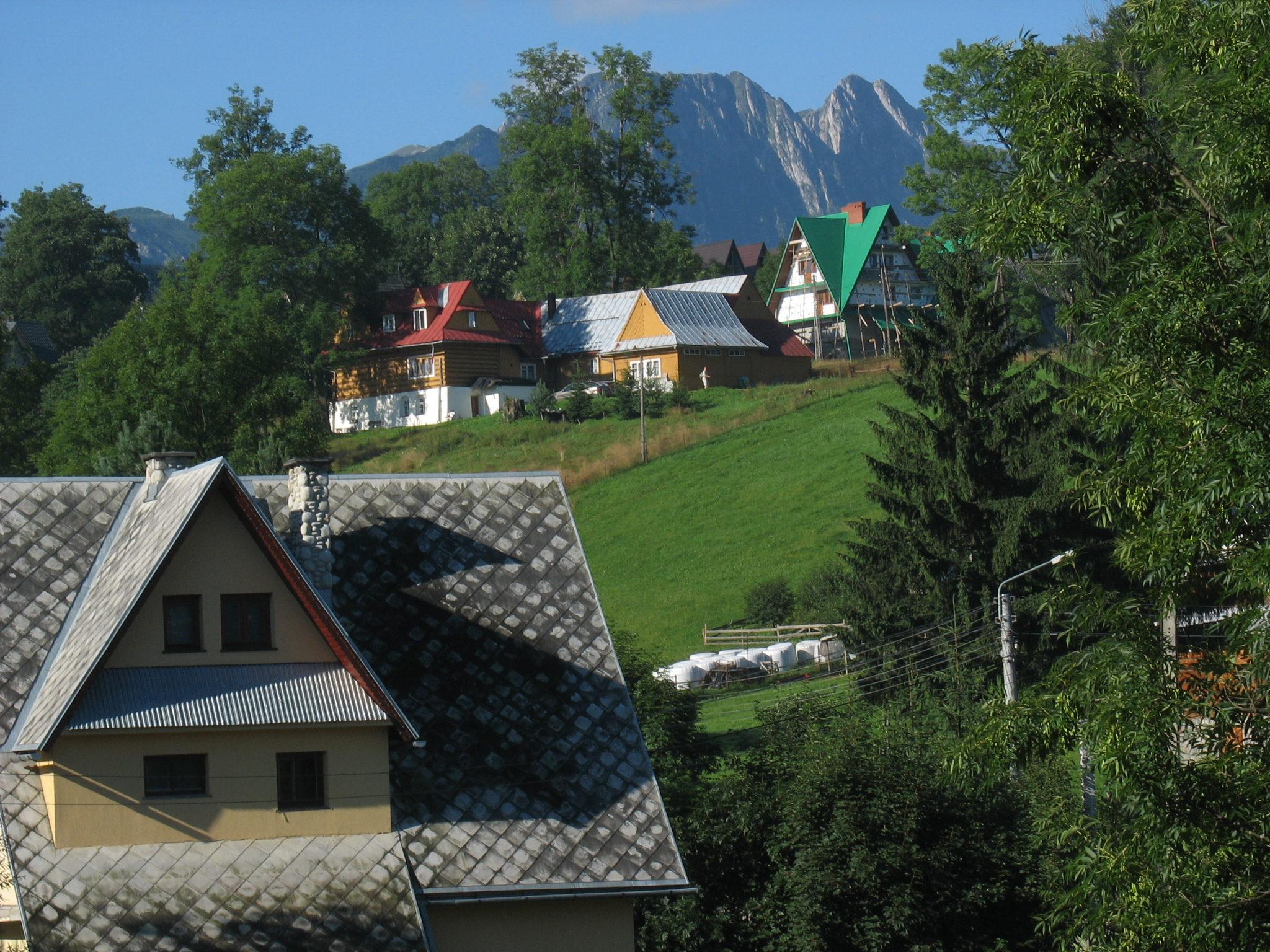
Blick auf den Giewont

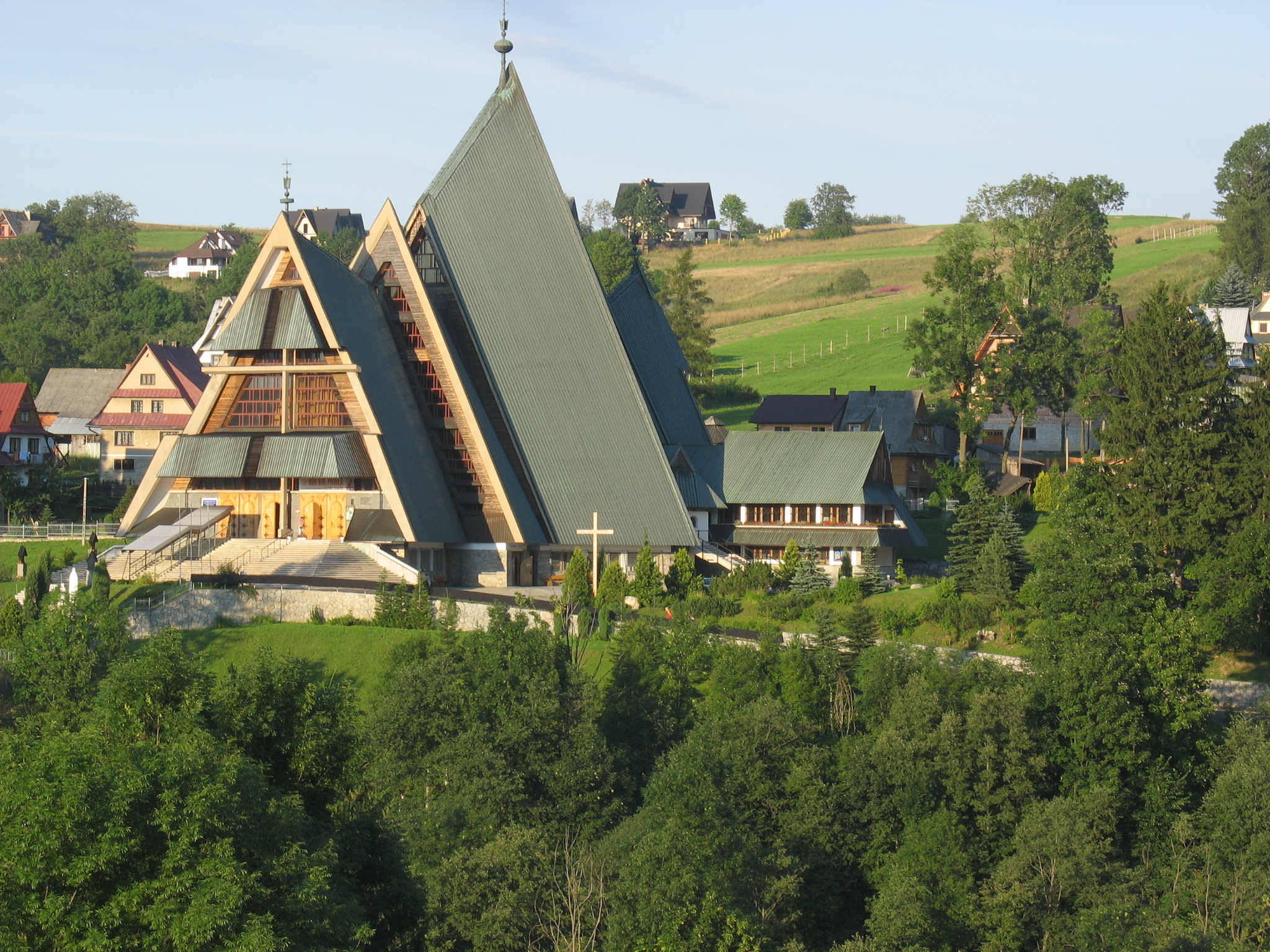
Marienheiligtum

Die Olcza ist ein Stadtteil der polnischen Stadt Zakopane am Fuß der Westtatra im Powiat Tatrzański in der Woiwodschaft Kleinpolen.

## Lage
Der Stadtteil liegt im Osten der Stadt auf einer Höhe von 803 Metern über NN. Durch den Ortsteil fließt der Bach Olczyski Potok.

## Geschichte
Der Ort wurde 1629 angelegt. Mitte des 19. Jahrhunderts erhielt er eine eigene Pfarrei, die 1914 unabhängig wurde, und um die Jahrhundertwende eine Schule. Das Marienheiligtum wurde 1988 errichtet. 

## Etymologie
Der Name lässt sich als eine regionale Abwandlung des Begriffs „Olsza“ als „Erle“ übersetzen, wobei er auf die hier auftretenden Erlen zurückgeht.

## Belege
- Zofia Radwańska-Paryska, Witold Henryk Paryski, Wielka encyklopedia tatrzańska, Poronin, Wyd. Górskie, 2004, ISBN 83-7104-009-1.
- Tatry Wysokie słowackie i polskie. Mapa turystyczna 1:25.000, Warszawa, 2005/06, Polkart, ISBN 83-87873-26-8.

Koordinaten: 49° 18′ 26″ N, 19° 59′ 42″ O